# La montaña mágica (película)
La Montaña Mágica (en noruego: Julenatt i Blåfjell, "Noche de Navidad en la Montaña Azul") es una película navideña noruega de 2009 dirigida por Katarina Launing y Roar Uthaug.
La película está basada en la serie Jul i Blåfjell (Navidad en la Montaña Azul) y Jul på Månetoppen (Navidad en Moon Peak), pero la película está ambientada 100 años antes y representa el dramático encuentro entre los gnomos rojos y azules así como la búsqueda de la mágica plata mágica. La película fue seguida de una secuela, La Montaña Mágica Y El Cuerno Encantado (en noruego: Blåfjell 2: Jakten på det magiske horn 'Montaña Azul II: La búsqueda del cuerno mágico'), en 2011.
La película fue estrenada el 13 de noviembre de 2009, y fue lanzada en DVD el 17 de noviembre de 2010. Fue vista en los cines por más de 370.000 personas.
La película fue nominada a un Amanda Award en la categoría de niños y jóvenes en 2010.

## Reparto
- Simen Bakken: Erke
- Sigve Bøe: Rimspå
- Nikoline Ursin Erichsen: Tufsa
- Johan Tinus Lindgren: Dreng
- Lillian Lydersen: Blåværskona
- Jan Gunnar Røise: Halvor
- Finn Schau: Fjellkonge
- Ane Viola Semb: Rosazul (Fjellrose)
- Martin Slaatto: Vom
- Knut Walle: Nissefar
- Hanne Kogh: Sonja